# コバノカモメヅル
コバノカモメヅル（小葉の鴎蔓、学名：Vincetoxicum sublanceolatum ）はキョウチクトウ科（旧分類ではガガイモ科）カモメヅル属のつる性の多年草。

## 特徴
つる性で、他の草などに巻きついて、高さは2mから3mほどになる。葉は葉柄があり、茎に対生し、形は披針形または広披針形で先が尖り、縁は全縁。
花期は7月から9月で、径7から9ミリメートルほどの暗紫色をした星型の花をつける。花が終わると径7ミリメートル、長さ5から7センチメートル程度の、旧ガガイモ科特有の袋果（実）をつける。秋に袋果が割れ、種髪（毛束）をつけた種子がはじける。

## 分布と生育環境
本州の関東地方、中部地方、近畿地方の山野の草原や湿地に自生する。

## 変種
- アズマカモメヅル（東鴎蔓　var. albiflorum ）
- シロバナカモメヅル（白花鴎蔓　var. macranthum ）
- ジョウシュウカモメヅル（　var. auuriculatum ）

## 近縁種
- イヨカズラ（伊予葛　Vincetoxicum japonicum ）
- クサタチバナ（草橘　Vincetoxicum acuminatum ）
- スズサイコ（鈴柴胡　Vincetoxicum pycnostelma  ）
- タチガシワ（立柏　Vincetoxicum magnificum ）
- フナバラソウ（舟腹草　Vincetoxicum atratum ）
- ロクオンソウ（鹿苑草　Vincetoxicum amplexicaule ）